# Louis Nero
Louis Nero , es un director de cine, guionista Italiano.

## Filmografía
Louis Nero nació en Turín en 1976. Graduado de Represas en 1999. Desde 1998 es el presidente de la casa de la producción y distribución de películas la L'Altrofilm, que él fundó. Desde 2004 es miembro permanente del jurado en el David di Donatello, el más importante premio de cine italiano.
Hasta la fecha ha hecho cinco películas, así como numerosos corta regularmente en el salón, home video y televisión:
"Golem" con Moni Ovadia;
"Pianosequenza" (película hecha en una sola secuencia);
"Hans" con Daniele Savoca, Franco Nero y Silvano Agosti;
"The Rage" (nominado para el David di Donatello 2007) con Franco Nero, Faye Dunaway (ganador del Oscar), Giorgio Albertazzi, Philippe Leroy, música por el ganador del Oscar Luis Bacalov y Teho Teardo;
"Rasputín", una película sobre el más famoso esotérico de nuestro siglo.
"El misterio de Dante"  una película sobre el cuarto significado de la Divina Comedia, el actor F Murray Abraham.
Sus películas han participado en los festivales internacionales más importantes.

### Como director y guionista
- Golem (2003)
- Longtake (2005)
- Hans (2006)
- La rabbia (2008)
- Rasputin (2011)
- The mystery of Dante (2014)
- The Broken Key (2017)

### Como productor
- Golem (2003)
- Longtake (2005)
- Hans (2006)
- La rabbia (2008)
- Rasputin (2011)
- Women directors (2014)
- The mystery of Dante (2014)
- The Broken Key (2017)